# Montmeillant
Montmeillant è un comune francese di 106 abitanti situato nel dipartimento delle Ardenne nella regione del Grand Est.

## Società

### Evoluzione demografica
Abitanti censiti